# 昭和村 (福島県)
昭和村（しょうわむら）は、福島県会津地方に位置し、大沼郡に属する村。
2025年（令和7年）現在、日本国内において「昭和村」を名乗る自治体は、本村のほかに群馬県昭和村が存在するのみである。

## 地理
会津地方のほぼ中央に位置する、標高1,000メートル級の山々に囲まれた農山村である。村名は昭和に入ったばかりの1927年（昭和2年）11月に大芦村と野尻村との合併で誕生したことから当時の年号にあやかって名付けられた。
気候は日本海型で冬季には最高積雪が2メートルに達することもあり特別豪雪地帯に指定されている。一方、夏は冷涼で宿根カスミソウ栽培に適しており一大産地となっている。また、苧麻（ちょま） や青苧（あおそ）とも呼ばれるカラムシの本州唯一の生産地でもある。
県内では福島空港までの距離を示した標識が遠隔地にまで多数存在しているが、河北新報郡山支局に所属する記者の自主調査によると、最も遠かったのは昭和村にある「空港まで125km」だったという。
- 山：博士山、御前ヶ岳、志津倉岳
- 河川：野尻川、玉川、滝谷川
- 湖沼：矢ノ原沼（湿原）

### 隣接している自治体
- 大沼郡：金山町、三島町、会津美里町
- 河沼郡：柳津町
- 南会津郡：下郷町、南会津町、只見町

### 人口
| 昭和村（に相当する地域）の人口の推移 \| 1970年（昭和45年） \| 3,604人 \| \| \| 1975年（昭和50年） \| 2,902人 \| \| \| 1980年（昭和55年） \| 2,629人 \| \| \| 1985年（昭和60年） \| 2,374人 \| \| \| 1990年（平成2年） \| 2,167人 \| \| \| 1995年（平成7年） \| 2,025人 \| \| \| 2000年（平成12年） \| 1,874人 \| \| \| 2005年（平成17年） \| 1,632人 \| \| \| 2010年（平成22年） \| 1,500人 \| \| \| 2015年（平成27年） \| 1,322人 \| \| \| 2020年（令和2年） \| 1,246人 \| \| |         |  |
| 総務省統計局 国勢調査より |         |  |
| 1970年（昭和45年） | 3,604人 |  |
| 1975年（昭和50年） | 2,902人 |  |
| 1980年（昭和55年） | 2,629人 |  |
| 1985年（昭和60年） | 2,374人 |  |
| 1990年（平成2年） | 2,167人 |  |
| 1995年（平成7年） | 2,025人 |  |
| 2000年（平成12年） | 1,874人 |  |
| 2005年（平成17年） | 1,632人 |  |
| 2010年（平成22年） | 1,500人 |  |
| 2015年（平成27年） | 1,322人 |  |
| 2020年（令和2年） | 1,246人 |  |

高齢化率が54.8パーセントに達しており、これは福島県2位、全国7位である。（2015年国勢調査。全域が避難指示区域である町村を除く）

## 歴史
- 1889年（明治22年）4月1日 - 町村制により、野尻村、大芦村が誕生。
- 1927年（昭和2年）11月23日 - 野尻村、大芦村が合併、昭和村となる。
- 2020年（令和2年）2月1日 - 民放ラジオ難聴解消支援事業により、NHKラジオ第1放送、ラジオ福島、ふくしまFMの中継局が村内9か所に設置され放送開始（昭和村が免許人）[3]。

## 姉妹都市
- 草加市（埼玉県）
  - 1985年、友好交流都市宣言。
  - 2010年7月17日、姉妹都市提携、「災害時における相互応援に関する協定」締結。

## 郵便
- 喰丸郵便局（集配局）
- 野尻郵便局
- 昭和簡易郵便局

## 教育
- 昭和村立昭和中学校
- 昭和村立昭和小学校

## 交通

### 鉄道
村内を鉄道路線は通っていない。鉄道を利用する場合の最寄り駅は、JR東日本只見線会津川口駅、あるいは会津鉄道会津線会津田島駅。

### 道路
- 一般国道
  - 国道400号、国道401号
- 主要地方道
  - 福島県道32号柳津昭和線

### 路線バス
- 会津乗合自動車
  - 川口営業所 - 会津川口駅 - 昭和温泉 - 大芦
- 金子観光バス
  - 会津田島駅 - 昭和温泉 - 松山　　12～3月は全区間運休

## 特産品
- カラムシ（苧麻）
  - イラクサ科の多年生の植物で、茎からとれる繊維の名称から、青苧（あおそ）ともいう。
- 奥会津昭和からむし織（経済産業大臣指定伝統的工芸品)
- カスミソウ
2021年現在、52戸が栽培しており、夏秋期の生産量は日本一[4]。

## 名所・旧跡・観光
日本で最も美しい村連合に加盟している。
- 道の駅からむし織の里しょうわ

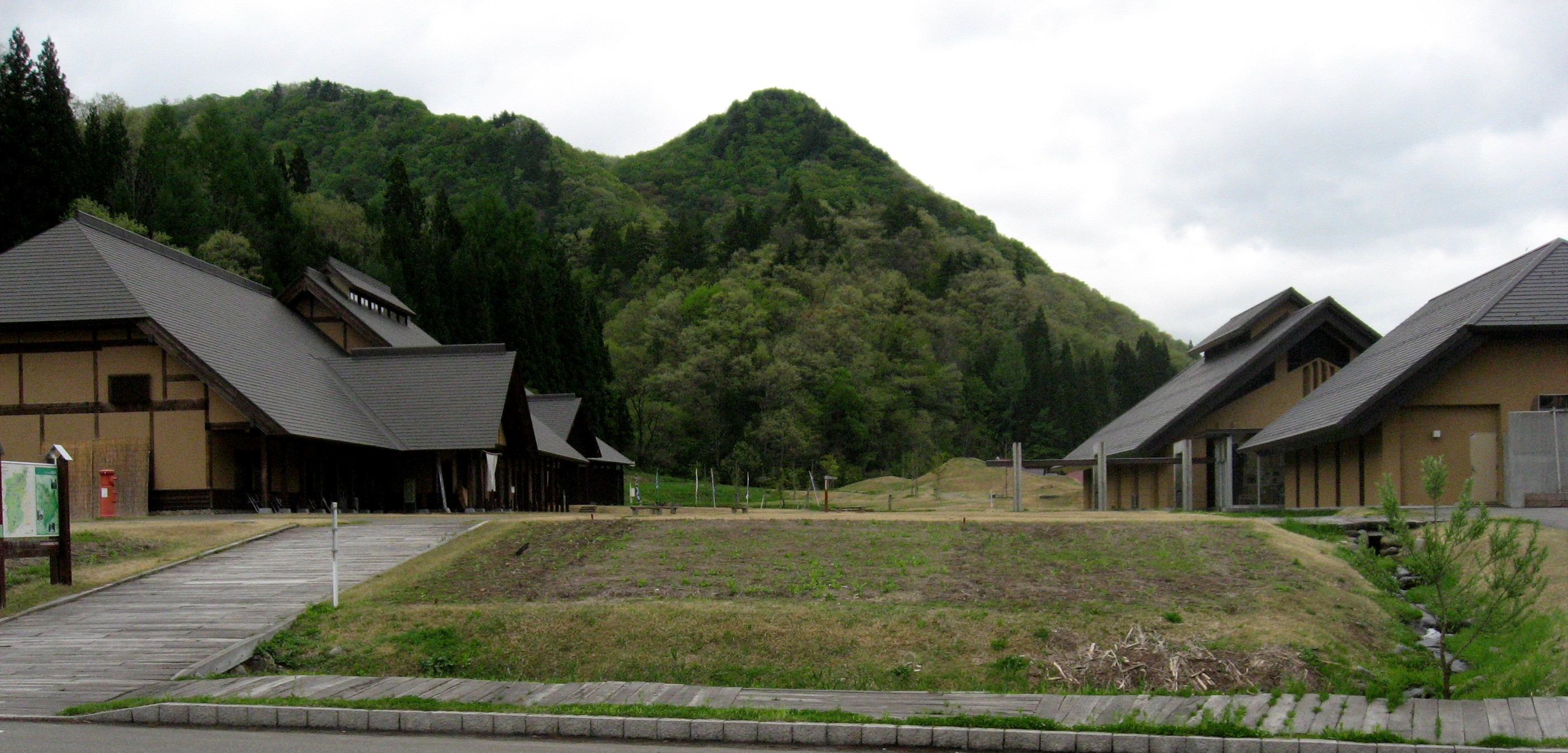
「からむし織の里」の織姫交流館（左）と
からむし工芸博物館（右）

  - 織姫交流館、からむし工芸博物館、郷土食伝承館苧麻庵
- 喰丸小（旧喰丸小学校）
- 昭和温泉
- 駒止湿原（国の天然記念物）
- 矢ノ原湿原
- 奥会津昭和の森キャンプ場
1992年（平成4年）4月にオープン[5]。
- 水芭蕉としらかばの杜

## 当村が舞台となった作品

### 映画
- ハーメルン

## ギャラリー

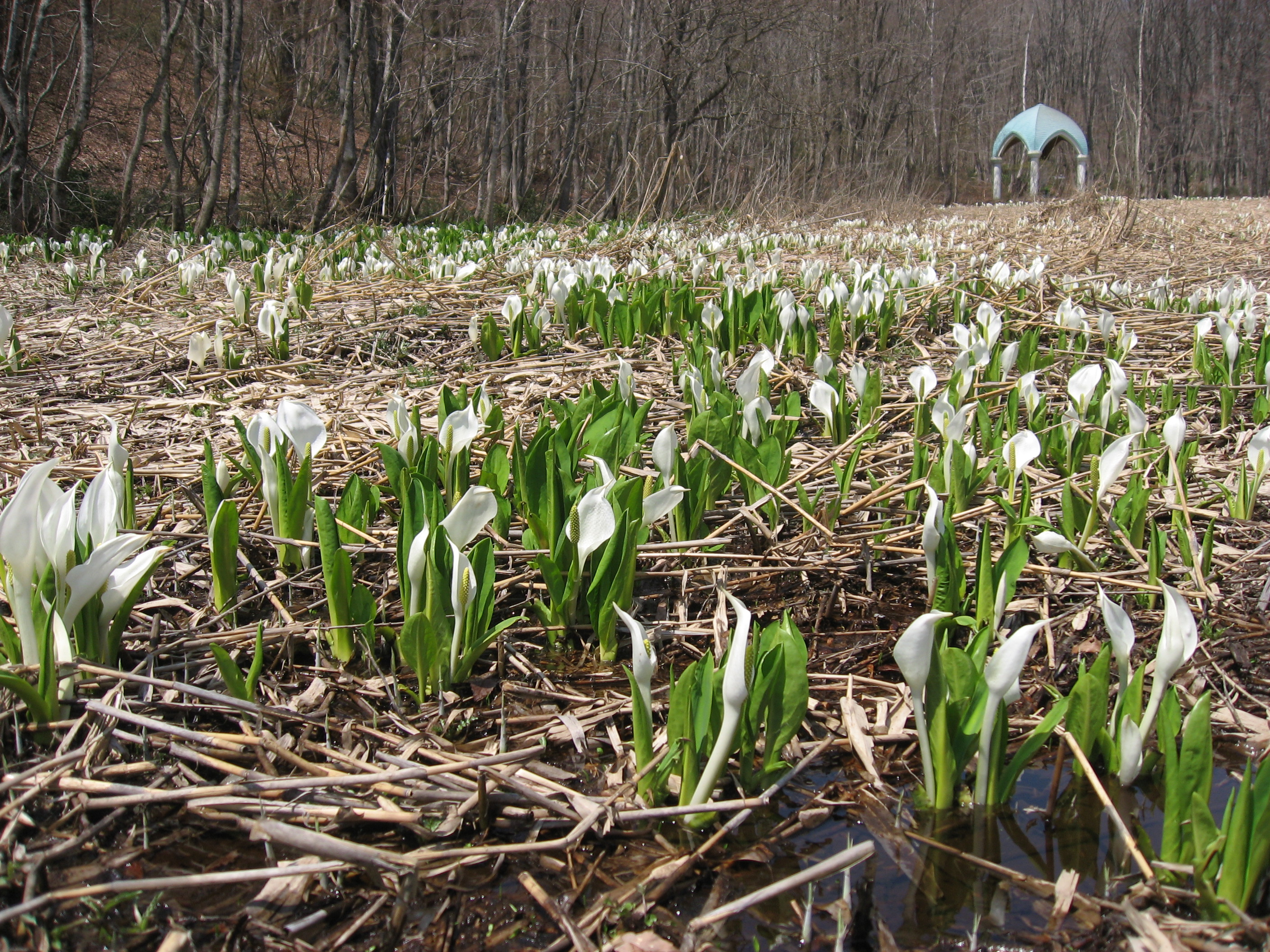
「水芭蕉としらかばの杜」
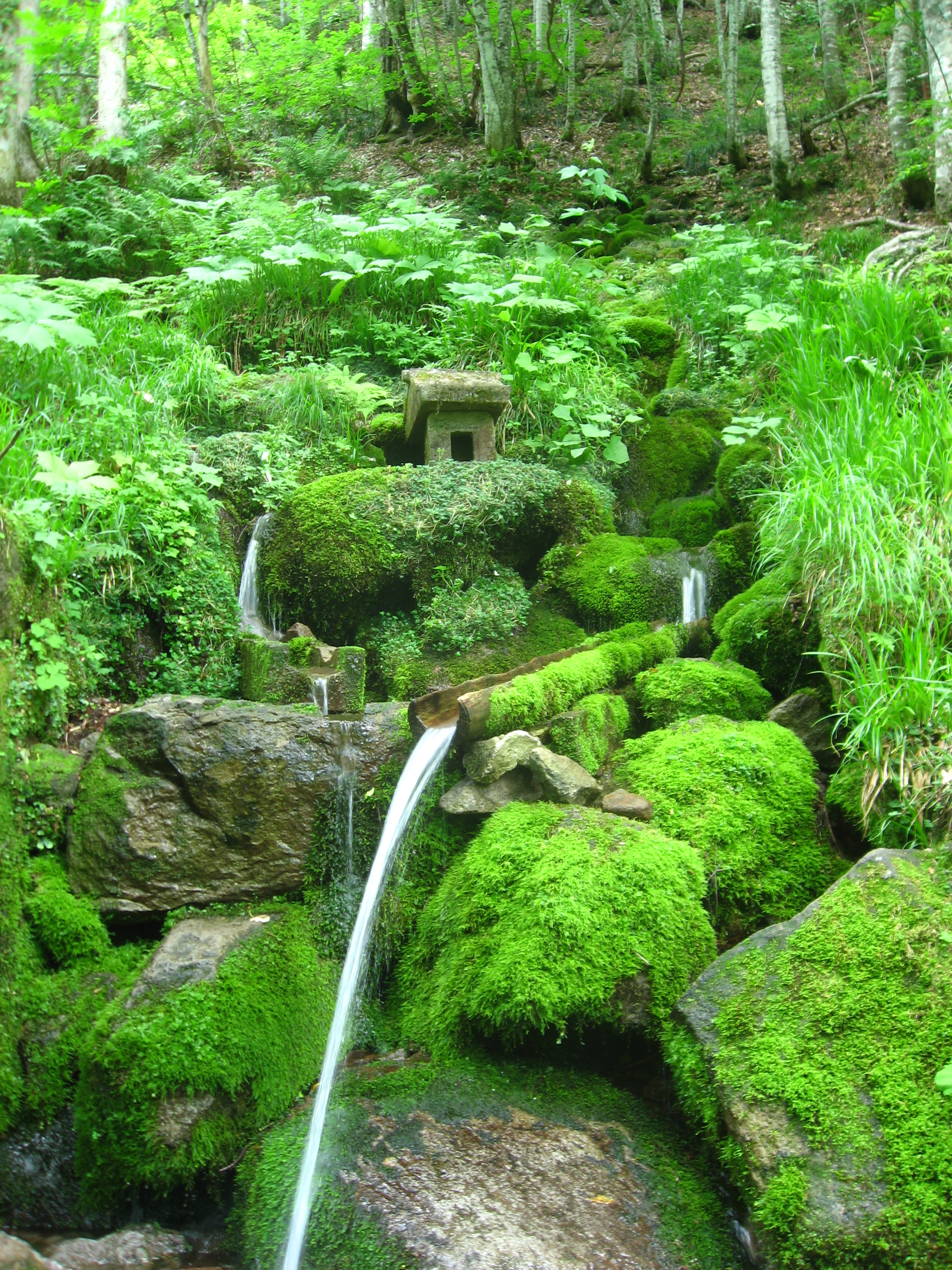
昭和村の銘水 冷湖（ひゃっこ）の霊泉

## 著名な出身者
- 菅家秀人 - 農林水産省東北農政局長[6]